# Лючки
Лючки́ — село Косівського району Івано-Франківської області. Входить до складу Яблунівської селищної громади.

## Географія
Село Лючки лежить у мальовничій долині річки Лючка біля підніжжя Карпат, на відстані 33 км від районного центру — Косів та 65 км від обласного — міста Івано-Франківськ. Неподалік від села є такі міста: Коломия (24 км, якщо через Слободу, та 33 км, якщо через с. Яблунів), Яремче (27 км). Більшість жителів Лючок їздять на роботу до цих міст. 
Дуже близько, через гору, розміщене с. Космач, однак дорогою до нього 33 км. 
Село Лючки межує із селами: Баня-Березів, Середній Березів, Чорні Ослави (через Лючківський перевал, 670 м над рівнем моря). Село поділяється на такі частини: Берізник, Фурдівка, Бублей, Клива, Горішнє та Долішнє. 
Неподалік села є гора Рокита Велика. Полонини: Кітлини, Меришора, Штовба, Стеришора, Свинарка. Гущавини: Сосни, Маґура, Берізник, Лісок. 
На південному сході від села бере початок річка Левущик та струмок Ракетний, праві притока Прутця Чемигівського. У селі струмок Ведмежий впадає у річку Лючку.

## Церква
В селі є дві церкви:
- Архистратига Михаїла. Належить до ПЦУ, а свого часу це була Греко-Католицька Церква. Настоятель — протоієрей Василь Олексевич.
- Введення в Храм Пресвятої Діви Марії. Належить до УГКЦ. Настоятель — протоієрей Михайло Дрогомирецький.

## Інфраструктура
Є неповна середня школа, яка добудована у 2003 році, клуб, сільська рада та медпункт.

## Вихідці
В цьому селі народився священик о. Йоан Дмитро Лубів, ЧСВВ (27. 10. 1975). Його батьки: мати — Євдокія Василівна (Доця) та батько Дмитро Ігнатович Лубів. 
У 1993 році закінчив Середньоберезівську школу із золотою медаллю та вступає до Прикарпатського університету на філологічний факультет. Закінчивши Прикарпатський університет, вступив до василіянського Чину святого Йосафата. Навчався в римських папських університетах (Атенео св. Ансельма, Папському Латеранському Університеті, Марійському Інституті та Григоріянському Папському Університеті) з 2000 по 2007 роки. 
Душпастирює з червня 2007 року по 2012 у Лісабоні. З 2012 по 2014 роки виконував служіння як маґістр крехівського монастиря, що на Львівщині та викладав богословські предмети у Василіянському Інституті святого Йосифа Велямина Рутського. З квітня 2014 року перебував у Люрді та венедиктинському монастирі у Турнаї, Франція. Поглиблював вивчення французької мови. З вересня 2014 року поглиблює вивчення португальської мови в  столиці Португалії та робить пошук щодо докторської праці. Також душпастирює для українців греко-католиків у Архидієцезії Браги та дієцезії Порто, що на півночі Португалії. Також допомагає при римо-католицькому храмі у Мафрі та Nossa Senhora da Saude в Лісабоні, що належить до парафії святого Домініка.
З 2017 до 2019 виконує служіння Генерального директора у НВК "Школа-гімназія св. Софії" у Львові.
У 2018 приїхав на духовні науки до Нью-Йорку, США і на даний час є настоятелем Церкви святого Юрія.